# Fabrice (Vorname)
Fabrice ist ein französischer männlicher Vorname, abgeleitet vom römischen Gentilnamen Fabricius, der vom lateinischen faber – Schmied, Handwerker abgeleitet ist. Der Name ist aber auch ein Nachname (siehe → Fabrice).

## Namensträger
- Fabrice Alleman (* 1967), belgischer Jazzmusiker (Saxophone, auch Klarinette, Flöte)
- Fabrice Bollon (* 1965), französischer Dirigent und Komponist
- Fabrice Colin (* 1972), französischer Schriftsteller
- Fabrice Dalis (* 1967), französischer Opernsänger (Charaktertenor)
- Fabrice Ehret (* 1979), französischer Fußballspieler
- Fabrice Guy (* 1968), französischer Nordischer Kombinierer
- Fabrice Hergott (* 1961), französischer Kunsthistoriker, Museumsdirektor, Kurator und Autor
- Fabrice Jeandesboz (* 1984), französischer Bahn- und Straßenradrennfahrer
- Fabrice Luchini (* 1951), französischer Theater- und Filmschauspieler
- Fabrice Muamba (* 1988), englischer Fußballspielerkongolesischer Herkunft
- Fabrice N’Sakala (* 1990), französisch-kongolesischer Fußballspieler
- Fabrice Ondoa (* 1995), kamerunischer Fußballtorwart
- Fabrice Parme (* 1966), französischer Comiczeichner und Zeichner von Zeichentrickserien
- Fabrice Roger-Lacan (* 1966), französischer Drehbuchautor und Schriftsteller
- Fabrice Santoro (* 1972), französischer Tennisspieler
- Fabrice Tarrin (* 1971), französischer Comiczeichner und Comicautor
- Fabrice Du Welz (* 1972), belgischer Regisseur und Drehbuchautor